# Nikita
Nikita (Rijeka, 30. listopada 1969.), pravim imenom Nikolina Ivošević, hrvatska je pjevačica i glumica.

## Karijera
Profesionalnim pjevanjem počinje se baviti osamdesetih. Godine 1987. s Davidom Podrekom iz Opatije prvi puta snima demopjesmu Mrvica. Godinu dana kasnije snima pjesmu Ne reci zbogom, a 1989. godine na Večeri mladih nada Zagrebfesta nastupa kao Nikolina Ivošević – Nicky s pjesmom „Čuj me i Otvori oči” te osvaja drugu nagradu publike i stručnog žirija.
Objavila je četrnaest samostalnih albuma, snimala je spotove te sudjelovala na preko 20 festivala.
Status umjetnice dobila je 2003. godine, te postaje članom HZSU.  
S kazalištem „Komedija” surađuje od 1994. godine, nastupajući u mjuziklima.
Nastupala je i s Big Bandom HRT-a u maloj dvorani Vatroslava Lisinskog, gdje je otpjevala jazz standarde Night and day, Time after time, Stormy weather i Oo wee walkie talkie
Status glumice dobila je 2010. godine, te postaje član HDDU. Članica je još HGU-a, ZAMP-a i HUZIP-a.

### Glazbenici suradnici
pjevači
- Papageno
- Đani Stipaničev
- MC Buffalo
- Goran Frančić – Roxy
- Davor Tolja
- Robert Justinić
- Ray Karl Hall – KinetiKindred

glazbenici
- Ivica Krajač
- Sergio Salečić
- Robert Pilepić
- Guido Mineo
- David Podreka
- Band Kompanija 9
- Emil Herceg
- Zlatko Tanodi
- Boris Krajner
- Duško Rapotec Ute
- Cortex Team
- Nenad Konstantinov
- Ivan Mikulić
- Johnny Darko Zverzina

## Diskografija
Albumi
- 1993.: Samo Ti – Suzy Records
- 1995.: Pogledaj me – Croatia Records
- 1997.: Neka me sakriju – MTM (Mega ton music)
- 2000.: La femme fatale – digitalno izdanje 2018.g
- 2006.: The Best of Nikita From Croatia (1994–2005) Blue Pie Records Australija
- 2010.: Kraljica noći – demoalbum
- 2017.: Ratnica ljubavi – digitalno izdanje
- 2018.: The Path of Love – digitalno izdanje
- 2018.: Only You – digitalno izdanje
- 2021.: Moje tijelo je moje tijelo – Chrissy Sykes izdanje
- 2022.: Nikad nemoj stat! – digitalno izdanje
- 2022.: The Winner – digitalno izdanje
- 2022.: Obučena u ljubav – K Dragon records UK
- 2022.: Stronger Love – K Dragon records UK
- 2025.: Get Up! – Nikita from Croatia

Kompilacije
- 1991.: Nedamo se, krepat ma ne molat, zajedno –  Kamo greš – band Kompanija 9 – Nema problema
- 1992.: Zajedno, za mir – Živjeti će vječno – duet s MC Buffalom – Nema problema
- 1994.: Mega dance party –  Oko za oko u izdanju Croatia Records
- 1995.: Kava u Kninu – Kapućino u Kninu duet s Papagenom – Croatia Records
- 1995.: Crna Kraljica – mjuzikl – Croatia Records
- 1995.: Mega dance party 2 – Kriva sam – Croatia Records
- 1995.: Cro top fest 3 – Papageno – duet s Papagenom – Lobel naklade
- 1995.: Cro top fest 4 – Telefon – Lobel naklade
- 1996.: Najljepše ljubavne pjesme – Pogledaj me – ZGZOE
- 2002.: Il grande maestro Verdi pop and rock stage – arije Sempre libera i Misteriozno (duet s Đani Stipaničev) – Croatia Records
- 2003.: The Myth of Labirinth – mjuzikl – Croatia Records
- 2004.: Ambient 2 – Nikita Cd 19, 20, 21, 22, 24 – Nema problema
- 2023.: Jingle Bell Rock – Bobby Helms duets – Nikita  – Danmark Music Group

## Festivali
- 1989.: Zagrebfest88. Demo X... – Čuj me i Otvori oči
- 1995.: Arenafest'95 – Pogledaj me – Croatie Records
- 1995.: Zadarfest'95 – U ljubavi je spas – Croatia Records
- 1995.: Zagrebfest'95 – Stvoren si za mene
- 1996.: Splitfest'96 – Bomba – Croatia Records
- 1997.: Popfest Arena'97 – Day by day – Croatia Records
- 1997.: HRF'97 – Neka me sakriju – ZGZOE
- 1999.: Dora'99 – Kraljica noći – Croatia Records
- 2000.: HRF2000 – Nikad više – ZGZOE
- 2000.: Hit ljeta 2000 – Daj, uvjeri me – ZG ZOE
- 2000.: Splitfest2000 – Uzmi sve ili ništa – Prima music
- 2000.: Zagrebfest – Od danas
- 2001.: Dorina – Kraljica svemira u izdanju ZGZOE
- 2001.: HRF2001 – La femme fatale – ZGZOE
- 2001.: Melodije Mostara – Tri sekunde – Mostar koncert
- 2001.: Split2001 – U dobru i zlu – Prima music
- 2009.: Festival Hit Ljeta 2009 – Mamba
- 2013.: Dubrovački karnevalski festival 2013 – Loverboy
- 2013.: Korčula Marko Polo festival 2013 – Daj se javi
- 2014.: Korčula Marko Polo festival 2014 – Ne pitaj ništa
- 2015.: Korčula Marko Polo festival 2015 – DeeJay

## Uloge

### Kazališne
- 1995. Crna kraljica (kraljičina Kćer Maldora)
- 2000. Jesus Christ Superstar (Marija Magdalena)
- 2003. Mali dućan strave (Chrystal)
- 2003. Kosa (Dionne)
- 2003. Mit o labirintu (Queen of Labyrinth)
- 2005. Skidajte se do kraja (Joanie Lish)
- 2007. Ruža na asfaltu (Vila)
- 2010. Kraljica noći (Kraljica)

### Filmske
- 2000.: Nit života (mlada)
- 2004.: Slučajna suputnica (pjevačica)
- 2014.: 476 A.D. žena talijanka (glas)
- 2015.: Ti mene nosiš žena u klubu
- 2018.: ... It's Love? Neve
- 2019.: The dark tower series pilot episode – uloga madame
- 2022.: Slatka Simona žena u klubu Director
- 2023.: Streaptese bar  prodavačica (glas)
- 2023.: O'Dessa  uloga madame

## Vanjske poveznice
- Kanal na YouTubeu
- Profil na IMDb-u